# نيلي (عرق)
النيليين مجموعة عرقية تتكون من عدة قبليات من أهمها الدينكا، النوير، الشلك، الأنواك، الأشولى، الباري (لوكورد) الشات، الجور شول لوو. تتمركز في جنوب السودان، أوغندا، كينيا وشمال تنزانيا. جاءت من سفوح الهضبة الأثيوبية واستقروا في الجزء الجنوبي من منطقة البيبور الحالية وتحلقوا حول الأنهار وخاضوا معارك ضد من هدد وجودهم من قبائل عاشت قبلهم

## معرض صور

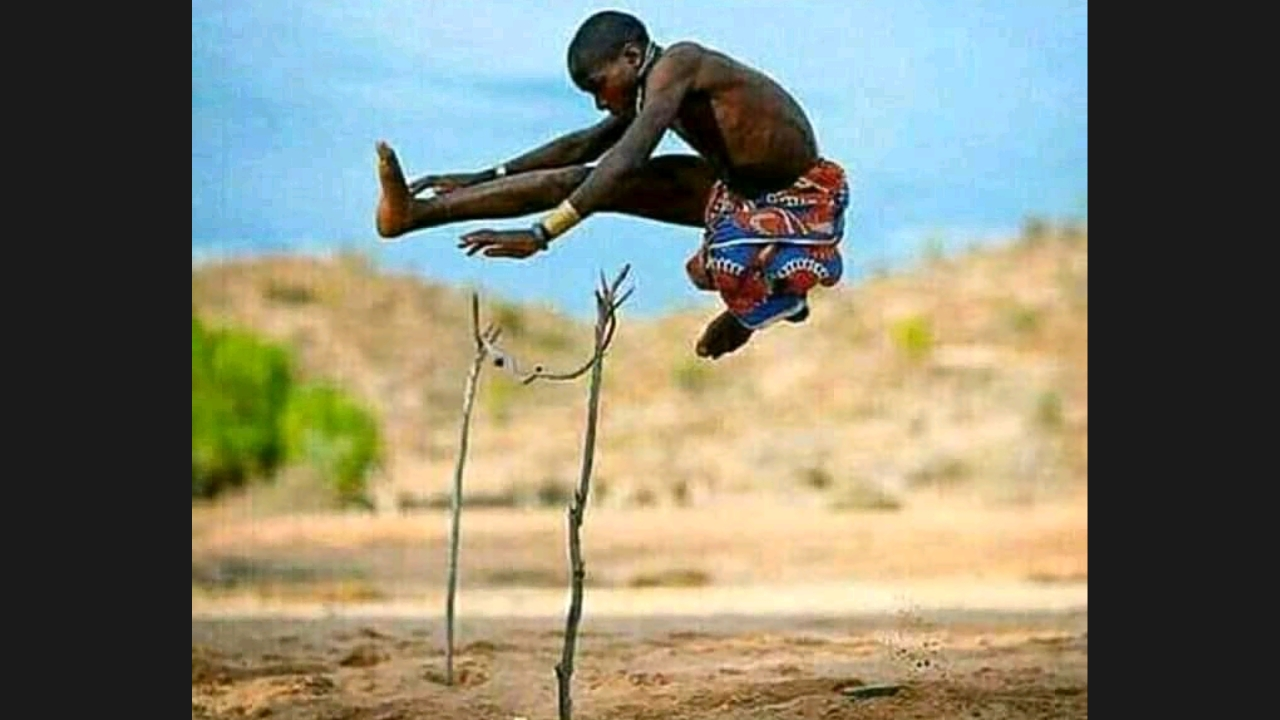
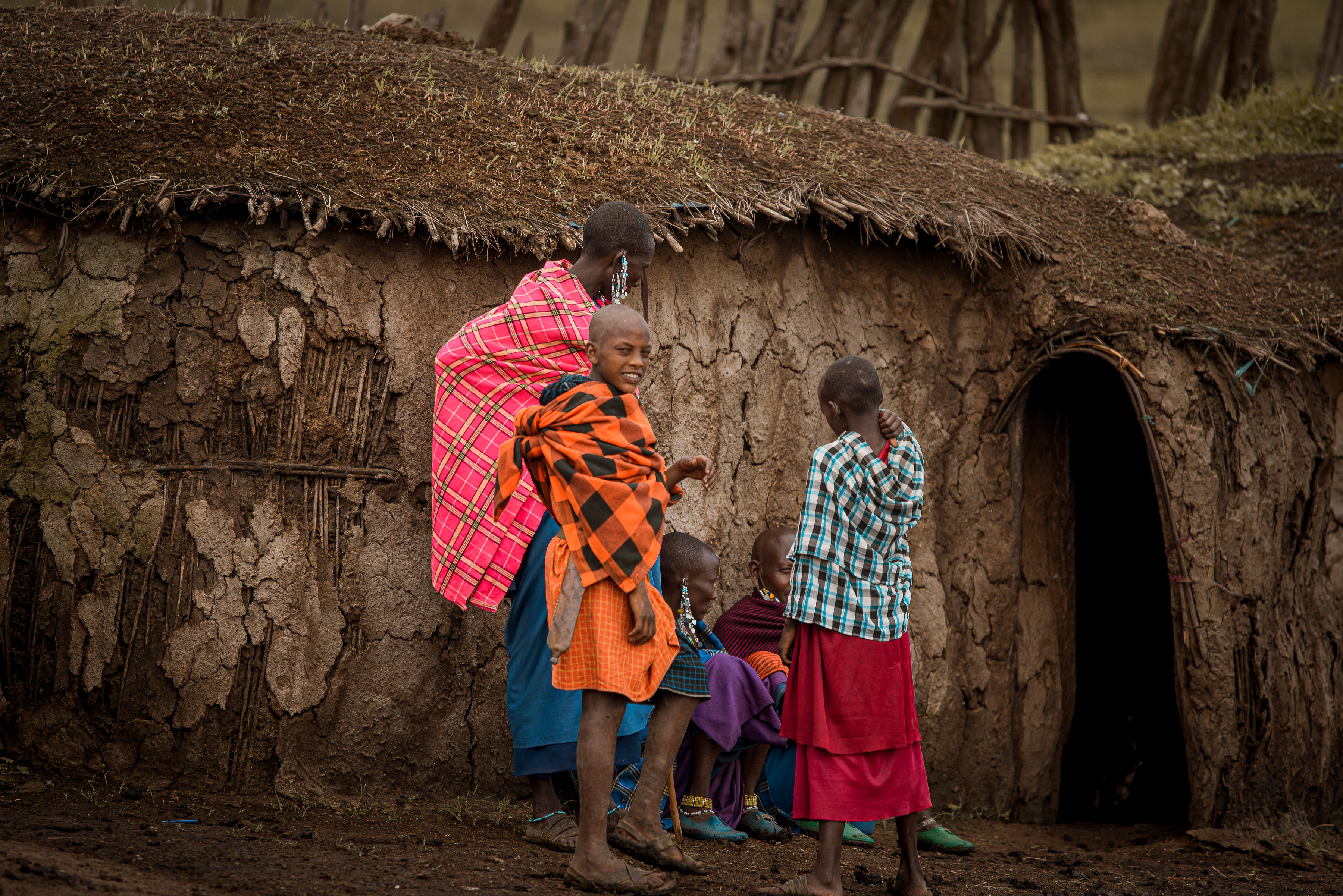
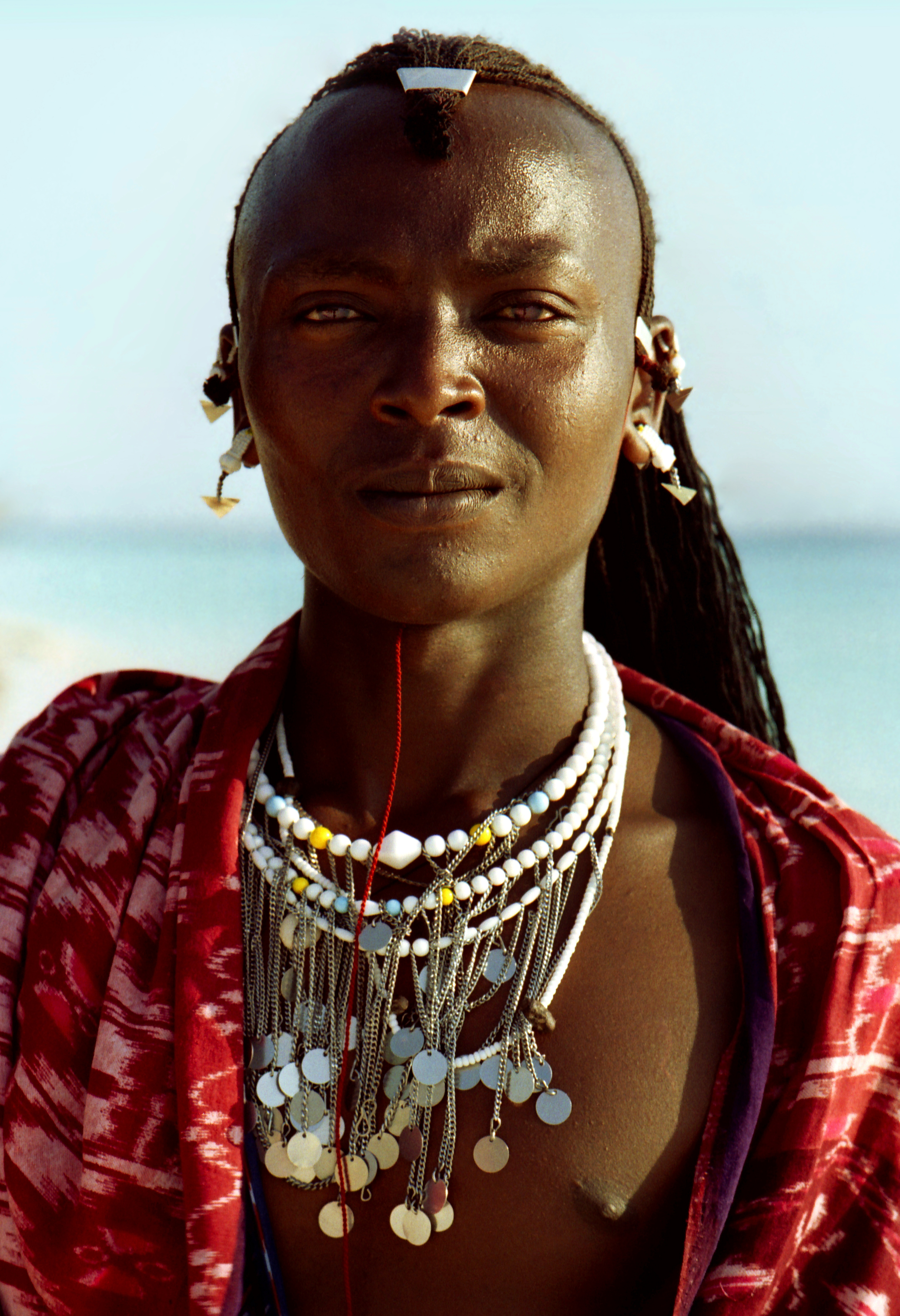
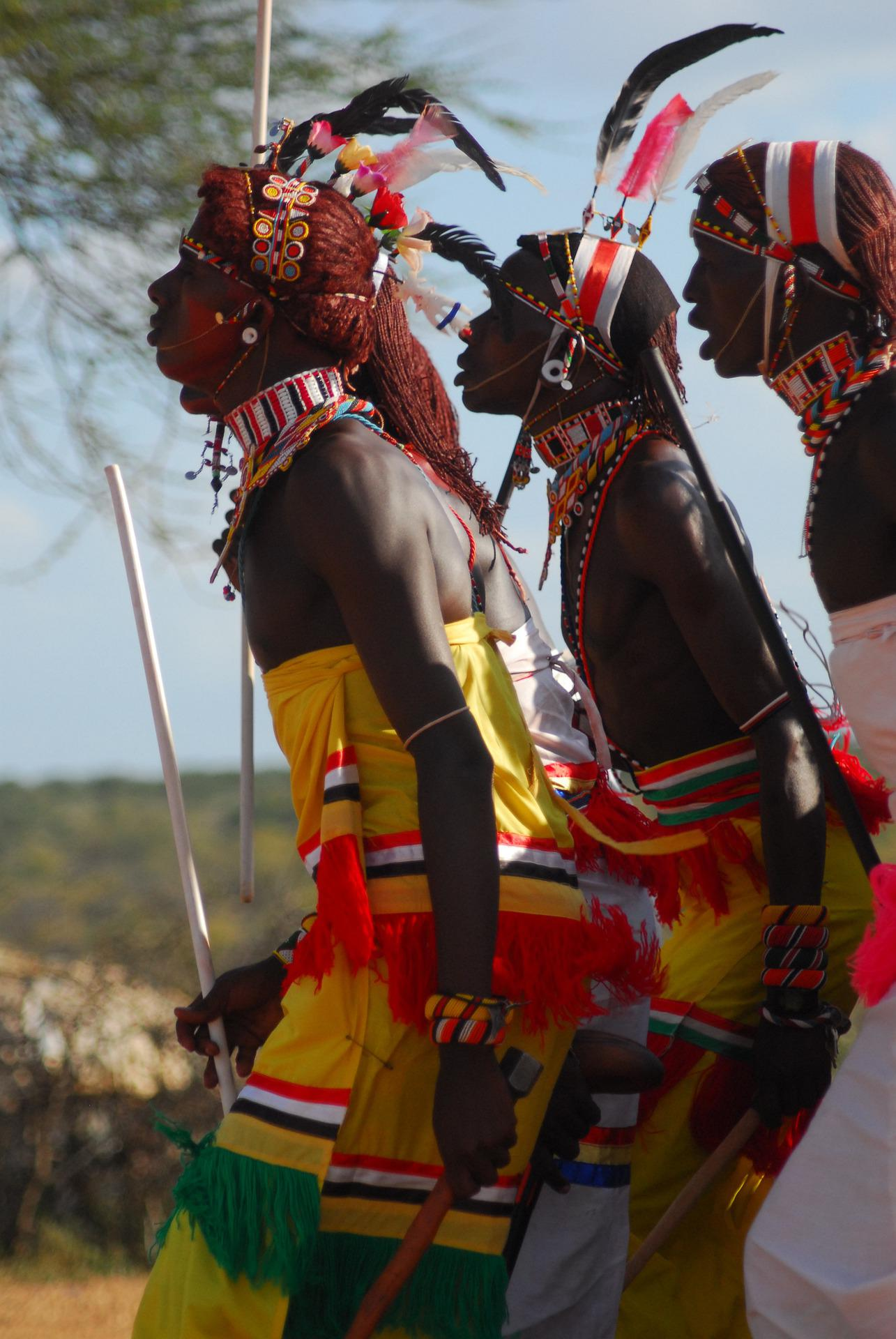

## تقسيم
وقد قسم النيليون إلى قسمين :
1. نيليين
2. نيليين حاميين

## مقالات ذات صلة
- أنثروبولوجيا